# Akranes
Akranes is een stad aan de westkust van IJsland met 7.411 inwoners (2019). Akranes was in de 19e eeuw oorspronkelijk een vissersdorp, maar in 1942 kreeg Akranes stadsrechten, waarna het in fors tempo groeide. De visindustrie is de grootste werkgever in Akranes, maar ook de handel is een belangrijke bron van werkgelegenheid, aangezien Akranes het handelscentrum voor de omliggende regio is. Ook de industrie is een groter wordende werkgever: sinds de vijftiger jaren is er een betonfabriek gevestigd en sinds 1988 is er een aluminiumsmelterij actief.
Er wordt verwacht dat de stad ook in de komende jaren verder zal groeien door de toenemende industriële bedrijvigheid en de verbeterde verbinding met Reykjavík als gevolg van de aanleg van de 5,57 km lange tunnel Hvalfjarðargöng onder de Hvalfjörður ("Walvisfjord"), die in 1998 werd geopend. Dit is een van de langste tunnels ter wereld.
Akranes heeft een sterk voetbalteam, ÍA (voluit: Íþróttabandalag Akraness), dat vele jaren de topper van de IJslandse hoogste divisie was. De club werd in 1946 opgericht. Akranes heeft ook zijn eigen stadion Akranesvöllur en heeft de capaciteit van 4,850 plaatsen, waarvan 850 zitplaatsen. Het stadion werd in 1935 gebouwd.

## Geboren in Akranes
- Pétur Pétursson (1959), voetballer
- Arnar Gunnlaugsson (1973), voetballer
- Bjarki Gunnlaugsson (1973), voetballer
- Þórður Guðjónsson (1973), voetballer
- Bjarni Guðjónsson (1979), voetballer
- Joey Guðjónsson (1980), voetballer
- Arnar Smárason (1988), voetballer
- Björn Bergmann Sigurðarson (1991), voetballer

## Galerij

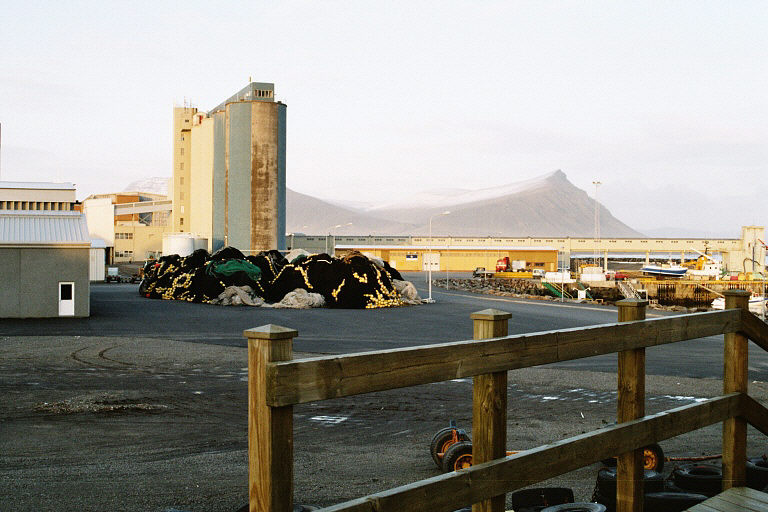
De haven van Akranes.
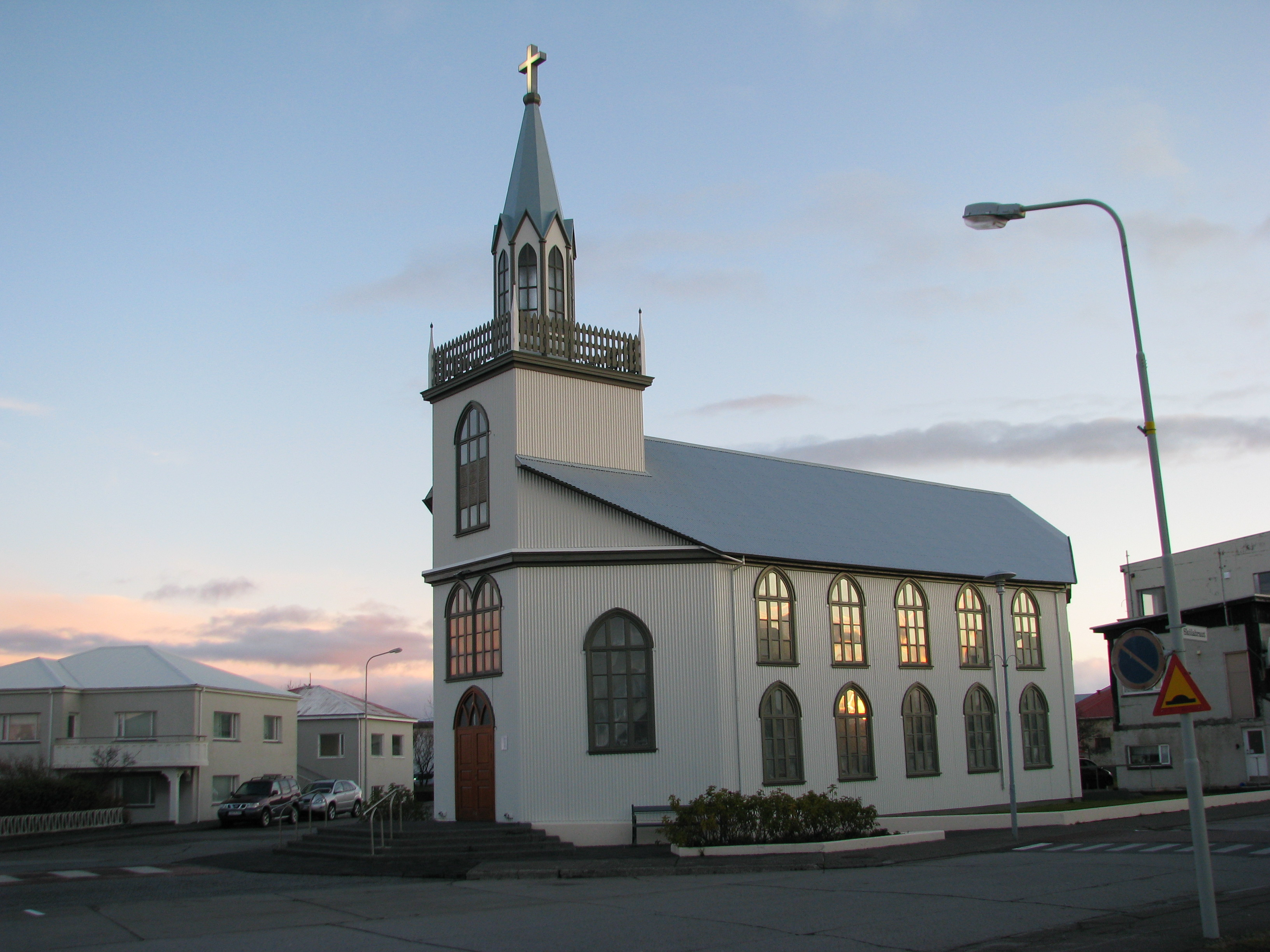
De kerk van Akranes.
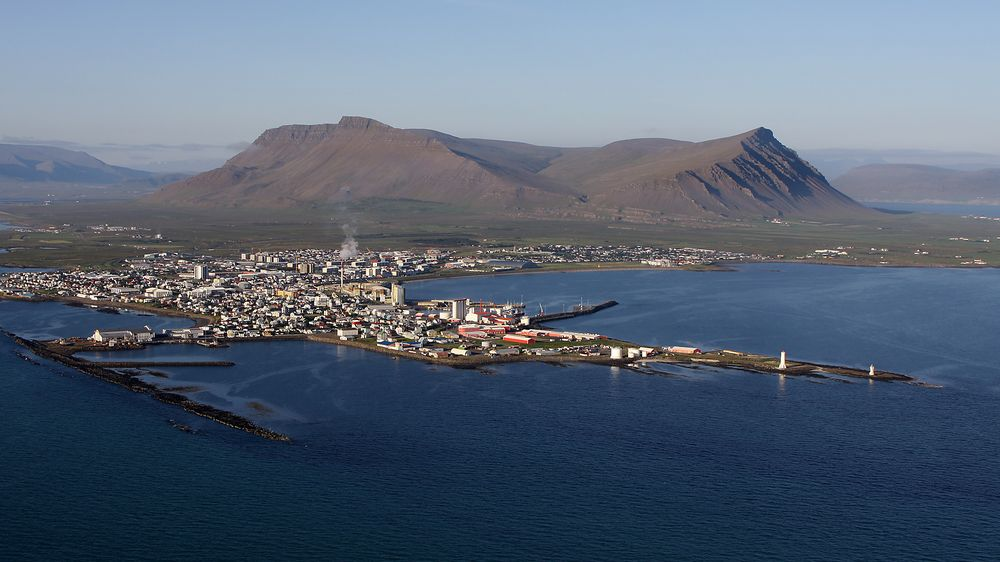
Vanuit de lucht.